# غاري نيل
غاري نيل (بالإنجليزية: Gary Neal)‏ مواليد 3 أكتوبر 1984 في بالتيمور، هو لاعب كرة سلة أمريكي بدأ مسيرته الاحترافية في سنة 2007. يبلغ طوله 6 قدم 4 بوصة (1.9 م).

## فرق لعب لها
- نادي برشلونة لكرة السلة
- بالونكيستو مالقا
- سان أنطونيو سبرز
- ميلووكي باكز
- شارلوت هورنتس
- مينيسيوتا تيمبر وولفز
- واشنطن ويزاردز

## إحصائيات المسيرة

### الموسم الاعتيادي
| السنة   | الفريق                | لعب | بدأ | دقيقة | ميداني% | ثلاثية | حرة  | ارتداد | صنع | استلاب | تصدي | نقطة |
| ------- | --------------------- | --- | --- | ----- | ------- | ------ | ---- | ------ | --- | ------ | ---- | ---- |
| 2010–11 | سان أنطونيو سبرز      | 80  | 1   | 21.1  | .451    | .419   | .808 | 2.5    | 1.2 | .3     | .1   | 9.8  |
| 2011–12 | سان أنطونيو سبرز      | 56  | 7   | 21.5  | .436    | .419   | .781 | 2.1    | 2.1 | .5     | .0   | 9.9  |
| 2012–13 | سان أنطونيو سبرز      | 68  | 17  | 21.8  | .412    | .355   | .865 | 2.1    | 1.9 | .4     | .0   | 9.5  |
| 2013–14 | ميلووكي باكز          | 30  | 2   | 20.2  | .390    | .360   | .833 | 1.7    | 1.5 | .2     | .0   | 10.0 |
| 2013–14 | شارلوت هورنتس         | 22  | 1   | 23.0  | .438    | .406   | .961 | 1.8    | 1.7 | .5     | .0   | 11.2 |
| 2014–15 | شارلوت هورنتس         | 43  | 0   | 21.7  | .359    | .293   | .863 | 2.2    | 1.9 | .4     | .0   | 9.6  |
| 2014–15 | مينيسيوتا تيمبر وولفز | 11  | 1   | 23.8  | .429    | .355   | .879 | 3.2    | 1.8 | .6     | .0   | 11.8 |
| 2015–16 | واشنطن ويزاردز        | 40  | 2   | 20.2  | .465    | .410   | .855 | 2.1    | 1.2 | .5     | .0   | 9.8  |
| المسيرة |                       | 350 | 31  | 21.4  | .423    | .383   | .849 | 2.2    | 1.6 | .4     | .0   | 9.9  |

### التصفيات
| السنة   | الفريق           | لعب | بدأ | دقيقة | ميداني% | ثلاثية | حرة   | ارتداد | صنع | استلاب | تصدي | نقطة |
| ------- | ---------------- | --- | --- | ----- | ------- | ------ | ----- | ------ | --- | ------ | ---- | ---- |
| 2011    | سان أنطونيو سبرز | 6   | 0   | 18.5  | .370    | .263   | 1.000 | 3.0    | .8  | .2     | .2   | 7.7  |
| 2012    | سان أنطونيو سبرز | 14  | 0   | 15.5  | .476    | .444   | .846  | 1.3    | 1.4 | .1     | .0   | 7.5  |
| 2013    | سان أنطونيو سبرز | 21  | 0   | 18.6  | .385    | .348   | 1.000 | 2.1    | .7  | .1     | .0   | 6.8  |
| 2014    | شارلوت هورنتس    | 4   | 0   | 26.0  | .353    | .222   | .714  | 2.0    | 1.0 | .0     | .0   | 11.3 |
| المسيرة |                  | 41  | 0   | 17.5  | .411    | .364   | .944  | 2.0    | 1.0 | .1     | .0   | 7.2  |

## روابط خارجية
- غاري نيل على موقع الدوري الأوروبي لكرة السلة (الإنجليزية)
- غاري نيل على موقع إن بي أي (الإنجليزية)
- غاري نيل على موقع سبورتس رفرنس (الإنجليزية)
- غاري نيل على موقع الدوري الإسباني لكرة السلة (الإسبانية)
- غاري نيل على موقع كرة السلة الأوروبية.كوم (الإنجليزية)
- غاري نيل على موقع إي إس بي إن.كوم (الإنجليزية)
- غاري نيل على موقع كلية كرة السلة في سبورتس رفرنس.كوم (الإنجليزية)
- غاري نيل على موقع ريلجم (الإنجليزية)
- غاري نيل على موقع بروبوليرز (الإنجليزية)
- غاري نيل على موقع سبورتس رفرنس (الإنجليزية)